# Cidade da Guatemala
Cidade da Guatemala (em castelhano: Ciudad de Guatemala, pronunciado: [sjuˈðað de ɣwateˈmala]) é a capital e maior cidade da República da Guatemala. O seu nome oficial é Nueva Guatemala de la Asunción, localmente é conhecida como Ciudade da Guatemala, É a cidade mais populosa e cosmopolita da América Central, é a sede dos poderes governamentais que governam a política do país. Foi nomeada como "Capital Verde das Américas" nos anos de 2019 e 2021. Também foi escolhida como a melhor cidade para fazer negócios com custo-benefício, de acordo com o raking "IED Cidades Americanas do Futuro 19/20".
Esta cidade está localizada na área centro-sul da Guatemala a uma altitude de 1 500 m acima do nível do mar, tem um grande número de áreas verdes. De acordo com o último censo da cidade, é habitada por 3 015 081 habitantes e com sua área metropolitana de acordo com o Instituto Nacional de Estatística atinge uma estimativa de 5 103 685 habitantes em 2022, o que a torna a aglomeração urbana mais populosa e extensa da América Central. 
A Nueva Guatemala de la Asunción é o quarto assentamento da capital do Reino da Guatemala A razão de sua transferência para o Valle de la Ermita foram os terremotos de Santa Marta, que destruíram em grande parte a cidade de Muy Noble y Muy Leal Ciudad de Santiago de los Caballeros de Guatemala a antiga capital do país. 
A ordem de transferência foi decretada em 1º de dezembro de 1775 e a 2 de janeiro do ano seguinte houve uma reunião pela primeira vez na prefeitura da nova cidade. O nome da cidade foi decretado pelo Rei da Espanha em 23 de janeiro de 1776.
Tem cerca de 3 milhões de habitantes. Foi fundada pelos colonizadores espanhóis em 1620, nas proximidades das ruínas da velha cidade maia de Kaminaljuyu.
Em 1775, um terremoto devastou Antígua, a antiga capital da Guatemala. Como resultado, em 1776, a cidade da Guatemala foi estabelecida como a nova capital do país.
Quando da independência, em 1821, o país foi chamado Guatemala em honra da sua capital.

## História
Dentro dos limites da própria cidade há a antiga cidade maia de Kaminaljuyú, datada em mais de 2 000 anos. Sabe-se que ela comercializava com uma cidade muito distante dela, Teotihuacan, no México central. O centro de Kaminaljuyú estava localizado a uma curta distância da parte mais antiga da cidade da Guatemala. No século XX, Kaminaljuyú cresceu ao redor das ruínas (e em alguns casos sobre algumas ruínas periféricas que antes foram protegidas). O centro cerimonal Kaminal Juyú é agora um parque dentro da capital guatemalteca.
Nos tempos de colonização espanhola era uma pequena cidade com um monastério chamado El Carmen, fundado em 1620. A sede da Capitania Geral da Guatemala, dependente do Vice-reinado da Nova Espanha, foi mudada a este lugar em 1775, ao Vale das Vacas, onde está assentada a capital.
Seu desenvolvimento é visto em ocasiões incontáveis por catástrofes naturais e terremotos, que, em sua maioria, devastaram a cidade e os seus arredores. O último terremoto ocorreu em 1976 que danificou seriamente a estrutura construída mais moderna e as que encontravam em construção, como as relíquias religiosas da Igreja Nossa Senhora do Carmo (construída desde 1620) e o Edifício do Mercado Central (hoje convertido em um edifício rude que inclui um centro de artesanatos nacionais para turistas).
A cidade foi fundada oficialmente em 2 de janeiro de 1776. Seu crescimento se deu por todos as direções, sendo predominantes no sul-ocidente e no sul-oriente. Seu crescimento englobou muitas vilas, que se encontravam afastadas, e que hoje formam parte da cidade. Algumas destas são: Mixco, Santa Catarina Pinula, Villa Nueva, San José Pinula. Também se deu o fenômeno das "Cidades-Dormitório", como Fraijanes, Villa Canales e Amatitlán. Nestas cidades, os desenvolvimentos urbanísticos foram muitos e mostraram um grande crescimento populacional da capital guatemalteca, mas esta ainda padeceu de escassez de moradia, que incentivou a formação de periferias em zonas de alto risco, como em barreiras e barrancos característicos da região.
Em 4 de fevereiro de 1976, às 2h30min da madrugada, aproximadamente, a cidade foi sacudida por um terremoto que afetou todo o país (Guatemala). Muitas zonas da capital, entre elas a Zona 3, foram totalmente destruídas. Os hospitais estavam destruídos, houve muitos mortos e feridos e todo o combustível existente na cidade se acabou. Este acontecimento é lembrado por alguns sobreviventes do terremoto, que é recordado de muita tristeza. O grau do terremoto foi de 7,5 na Escala Richter.

## Zonas e infraestrutura
A cidade está dividida em 25 zonas, onde é muito simples de se encontrarem direcções, o plano urbanístico foi desenhado pelo engenheiro Raúl Aguilar Batres. Toda a Guatemala tem uma estrutura quadrada que se expande em todas as direções, o qual é uma característica importante do urbanismo neoclássico de princípios do século. A cidades possui muitas avenidas e ruas amplas e decoradas. Seu trajeto antigo e sua localização faz com que sejam poucas as suas principais vias de acesso, devido a severos congestionamentos de tráfico de veículos, igual que o desenvolvimento de outras áreas, como em "La Ruta del Atlántico", situada entre as zonas 17 e 18, que têm demonstrado um poder comercial especial nos últimos anos, comparado às rodovias de El Salvador.
O centro da Cidade Guatemala está atualmente em um período certo de deterioramento. Provavelmente a população local há se retirado do mesmo onde ficaram nada mais para atividades políticas, educativas e turísticas. Hoje, nos arredores do casco turístico proliferam as comunidades de imigrantes (vindas de outras regiões da América Central, do Caribe e também da Ásia e da África). A concentração dos centros económicos e financeiros que albergam oficinas internacionais há se expandido predominantemente no sul da capital guatemalteca, especialmente nas zonas 4, 5, 7, 9, 10, 11, 12, 13, 14 e 15. Em muitas zonas se encontram muitos edifícios destinados a oficinas financeiras. O complexo industrial da cidade está majoritariamente concentrado na zona 12, sendo esta a mais contaminada da cidade. Não obstante, novos projectos urbanísticos muitas fábricas contaminantes nos arredores das rodovias, do Atlântico ao Pacífico, o que será um grande protejo do aro metropolitano.
Grandes áreas comerciais se constroem em pontos distintos da capital, portanto, cabe destacar que o protejo urbanístico do parque comercial "Las Rajadas" agrupa a maior central comercial da capital e de toda a Guatemala, já que dentro dele se encontram quinze centros comerciais, entre eles o centro comercial Mira flores, os supermercados Hipericão Raiz, que registram as maiores vendas a nível nacional.
A cidade oferece uma das maiores carteiras de entretenimento a nível nacional, enfocada na chamada Zona Viva e na Calçada Roosevelt, assim como nos "Cuatros Grados Norte". A atividades dos cassinos é grande e possui várias localizações em pontos distintos da Zona Viva, onde este mercado ainda está fase de iniciação, que ainda está fechada e se reestrurando e está cada vez mais moderna. Assim também tem sem fim grandes centros comerciais.
E já há novos projetos a serem implantados, como a Praça de São Rafael. No distrito financeiro se encontram os edifícios mais altos do país, como o edifício de finanças. Entre muitos outros destinados a uso de oficinas, apartamentos, entre outros. E ainda há mais projectos em destaque. A localização do Aeroporto Internacional de Aurora, dentro da cidade, limita a construção de arranha-céus, variando os limites perdidos directamente por sua localização dentro da zona urbana.

## Geografia
A cidade de Guatemala está elevada a 1 532 m de altitude acima do nível do mar e possui temperaturas muito suaves, entre 9 e 21 °C. Localiza-se em uma latitude de 14º 37' 15" N e a uma longitude de 90º 31' 36" O. Sua extensão é de 996 km.

### Clima
| Dados climatológicos para Cidade da Guatemala (1990–2011)                         | Dados climatológicos para Cidade da Guatemala (1990–2011) | Dados climatológicos para Cidade da Guatemala (1990–2011) | Dados climatológicos para Cidade da Guatemala (1990–2011) | Dados climatológicos para Cidade da Guatemala (1990–2011) | Dados climatológicos para Cidade da Guatemala (1990–2011) | Dados climatológicos para Cidade da Guatemala (1990–2011) | Dados climatológicos para Cidade da Guatemala (1990–2011) | Dados climatológicos para Cidade da Guatemala (1990–2011) | Dados climatológicos para Cidade da Guatemala (1990–2011) | Dados climatológicos para Cidade da Guatemala (1990–2011) | Dados climatológicos para Cidade da Guatemala (1990–2011) | Dados climatológicos para Cidade da Guatemala (1990–2011) | Dados climatológicos para Cidade da Guatemala (1990–2011) |
| Mês                                                                               | Jan                                                       | Fev                                                       | Mar                                                       | Abr                                                       | Mai                                                       | Jun                                                       | Jul                                                       | Ago                                                       | Set                                                       | Out                                                       | Nov                                                       | Dez                                                       | Ano                                                       |
| --------------------------------------------------------------------------------- | --------------------------------------------------------- | --------------------------------------------------------- | --------------------------------------------------------- | --------------------------------------------------------- | --------------------------------------------------------- | --------------------------------------------------------- | --------------------------------------------------------- | --------------------------------------------------------- | --------------------------------------------------------- | --------------------------------------------------------- | --------------------------------------------------------- | --------------------------------------------------------- | --------------------------------------------------------- |
| Temperatura máxima recorde (°C)                                                   | 30,0                                                      | 32,1                                                      | 32,0                                                      | 33,9                                                      | 33,9                                                      | 31,2                                                      | 29,1                                                      | 30,2                                                      | 29,8                                                      | 28,6                                                      | 29,9                                                      | 28,8                                                      | 33,9                                                      |
| Temperatura máxima média (°C)                                                     | 24,3                                                      | 25,8                                                      | 26,8                                                      | 27,8                                                      | 27,1                                                      | 25,8                                                      | 25,4                                                      | 25,5                                                      | 25,1                                                      | 24,7                                                      | 24,2                                                      | 23,9                                                      | 25,5                                                      |
| Temperatura mínima média (°C)                                                     | 13,2                                                      | 13,6                                                      | 14,6                                                      | 16,0                                                      | 16,8                                                      | 16,8                                                      | 16,3                                                      | 16,5                                                      | 16,4                                                      | 16,0                                                      | 14,7                                                      | 13,7                                                      | 15,4                                                      |
| Temperatura mínima recorde (°C)                                                   | 6,0                                                       | 7,8                                                       | 8,4                                                       | 8,6                                                       | 12,3                                                      | 11,2                                                      | 12,1                                                      | 13,5                                                      | 13,0                                                      | 11,4                                                      | 9,4                                                       | 7,6                                                       | 6,0                                                       |
| Precipitação (mm)                                                                 | 2,8                                                       | 5,4                                                       | 6,0                                                       | 31,0                                                      | 128,9                                                     | 271,8                                                     | 202,6                                                     | 202,7                                                     | 236,6                                                     | 131,6                                                     | 48,8                                                      | 6,6                                                       | 1 274,8                                                   |
| Dias com precipitação                                                             | 1,68                                                      | 1,45                                                      | 2,00                                                      | 4,73                                                      | 12,36                                                     | 21,14                                                     | 18,59                                                     | 19,04                                                     | 20,82                                                     | 14,59                                                     | 6,18                                                      | 2,64                                                      | 125,22                                                    |
| Umidade relativa (%)                                                              | 74,3                                                      | 73,4                                                      | 73,2                                                      | 74,3                                                      | 77,3                                                      | 82,4                                                      | 80,8                                                      | 80,9                                                      | 84,5                                                      | 82,0                                                      | 79,2                                                      | 76,0                                                      | 77,8                                                      |
| Insolação (h)                                                                     | 248,4                                                     | 236,2                                                     | 245,6                                                     | 237,9                                                     | 184,4                                                     | 155,3                                                     | 183,4                                                     | 191,8                                                     | 159,0                                                     | 178,0                                                     | 211,7                                                     | 209,2                                                     | 2 440,9                                                   |
| Fonte: Instituto Nacional de Sismologia, Vulcanologia, Meteorologia, e Hidrologia |                                                           |                                                           |                                                           |                                                           |                                                           |                                                           |                                                           |                                                           |                                                           |                                                           |                                                           |                                                           |                                                           |

## Esporte
A cidade possui vários clubes no Campeonato Guatemalteco de Futebol, alguns deles já extintos:[carece de fontes?]
- Guatemala Fútbol Club
- Hércules Fútbol Club
- Comunicaciones Fútbol Club
- Folgar Fútbol Club
- Chichicaste Fútbol Club
- Club de Fútbol Tipografía Nacional
- IRCA
- Club Social y Deportivo Municipal
- Racing Fútbol Club
- Universidad SC
- Aurora Fútbol Club
- Utatlán Fútbol Club
- Correos Fútbol Club
- Eureka Fútbol Club
- Gallo Fútbol Club
- Deportivo Aviateca
- IGSS
- Cementos Novella Fútbol Club
- Pepsi Cola Fútbol Club

## Personalidades
- Miguel Ángel Asturias (1899–1974), prémio Nobel da Literatura de 1967

## Geminações
- Hollywood, Estados Unidos
- Providence, Estados Unidos
- Brasília, Brasil
- Madrid, Espanha
- Bogotá, Colômbia
- San José, Costa Rica
- Monterrey, México
- Cidade do México, México
- Santa Cruz de Tenerife, Espanha
- Kfar Saba, Israel
- San Pedro Tlaquepaque, México
- Antigua Guatemala, Guatemala
- Cidade do Panama, Panamá
- Lima, Peru
- Caracas, Venezuela
- Santiago do Chile, Chile
- Florida, USA